# André Henry (syndicaliste)
Pour les articles homonymes, voir André Henry et Henry.
André Henry, né le 15 octobre 1934 à Fontenoy-le-Château (Vosges), est un instituteur, syndicaliste, militant associatif et homme politique français. Il a été notamment secrétaire général de la Fédération de l'Éducation nationale (FEN) de 1974 à 1981 — qui dépassa les 550 000 adhérents en 1976 — puis ministre du Temps libre sous la présidence de François Mitterrand du 21 mai 1981 au 22 mars 1983 (il a notamment créé le chèque-vacances).

## Les années de formation et les premières responsabilités syndicales
En 1951, André Henry est admis à l'école normale d'instituteurs de Mirecourt (Vosges). Après sa scolarité, il devient instituteur à Fontenoy-le-Château en 1955, puis à Thaon-les-Vosges où il retrouve son poste après son service militaire dans l'aviation (1956-1959).
Dès son entrée à l'école normale, André Henry s'intéresse au militantisme syndical. Il est délégué de sa promotion en 1954-1955 et participe à ce titre au conseil syndical et à la commission exécutive de la section départementale des Vosges du Syndicat national des instituteurs (SNI) où il est élu en 1955. À son retour du service militaire, il retrouve ses responsabilités syndicales. En 1961, il est élu secrétaire général adjoint de la section des Vosges du SNI. En septembre 1963, il devient secrétaire général de la section et, en décembre 1965, entre au Bureau national du SNI au titre de la « majorité autonome ».
Parallèlement à ses mandats syndicaux, André Henry pratique en amateur le football. Il exerce des responsabilités au sein de la section vosgienne de la Mutuelle générale de l'Éducation nationale (membre du conseil d'administration, puis secrétaire général adjoint). Il fonde l'amicale laïque de Thaon-les-Vosges en 1960 et s'implique fortement dans les actions contre la loi Debré de 1959. De 1963 à 1969, il assume le secrétariat du CDAL (comité départemental d'action laïque).

## Le responsable national du SNI et de la FEN

### Secrétaire national du SNI (1969-1974)
À 34 ans, en janvier 1969, André Henry, déjà membre du Bureau national du SNI, quitte ses responsabilités vosgiennes pour entrer au secrétariat permanent du syndicat où il siègera jusqu'en 1974 et où il fait montre déjà d'une exceptionnelle capacité de travail. Il y assume la responsabilité du secteur « jeunes », puis celle de responsables des affaires administratives et de l'enfance handicapée. Également intéressé par les questions pédagogiques, il présente avec Guy Georges le rapport au congrès national du SNI de 1970 sur une nouvelle conception de l'éducation et de l'école qui est à l'origine de la thèse de l'École fondamentale. Il est également un des animateurs de la réforme des structures du SNI en 1970, au moment où André Ouliac remplace Jean Daubard au secrétariat général du SNI. Cette période est marquée par un effort considérable de renforcement de l'audience de la majorité nationale.

### Le secrétaire général de la FEN (1974-1981)
Élu secrétaire de la commission « culture, jeunesse, loisirs » de la Fédération de l'Éducation nationale (FEN), membre de son Bureau fédéral depuis 1971, André Henry est appelé à succéder à James Marangé qui abandonne, selon la règle syndicale, le secrétariat général de la FEN le 12 décembre 1974 en raison de son départ à retraite.
Sous la direction d'André Henry, la FEN continue à assumer ses orientations traditionnelles en matière d'éducation, de laïcité, de Fonction publique, de défense des droits et libertés. Mais son action est marquée plus spécialement par le renforcement de la majorité fédérale, le renforcement de l'appareil de la FEN et l'élaboration du projet d'École de l'éducation permanente.

#### Une priorité: le renforcement de la majorité fédérale
Sur le plan interne, André Henry donne une priorité forte au redressement de la majorité fédérale qui regagna 5,46 % des mandats en trois congrès : Grenoble, 1976 ;Nantes, 1978 ; Toulouse, 1980. Au-delà du SNI, dont la majorité constitue traditionnellement le noyau de la majorité fédérale, il s'appuie sur les syndicats de la FEN à plus faible champ de syndicalisation.

#### La structuration d'une FEN reconnue comme représentative
Il structure également fortement l'appareil de la FEN en secteurs d'activités animés par un secrétaire national pour mieux prendre en charge l'ensemble des questions relevant de ce qui était alors la première fédération de fonctionnaires de l'État dont les adhérents relevaient de ministères très différents (Éducation nationale, Jeunesse et Sports, Justice, Agriculture, Culture...), voire du secteur privé. Cette affirmation de la FEN s'inscrit dans la continuité de l'action entreprise par James Marangé depuis qu'il avait succédé à Georges Lauré en 1966, mais notamment à partir des évènements de mai 1968. Cette démarche, pas toujours comprise ou acceptée par le SNI, premier syndicat de la FEN, s'inscrit logiquement dans les évolutions lourdes du système éducatif, mais aussi du développement, à partir de 1969, d'une véritable politique contractuelle globale au niveau de la Fonction publique.
En 1968, la FEN de James Marangé avait participé aux négociations de Grenelle. En 1975, la FEN d'André Henry est reconnue par le gouvernement de Jacques Chirac comme organisation représentative, ce que confirme notamment un courrier ultérieur du 5 août 1976. Cela donne de nouveaux moyens à la Fédération, notamment en matière de formation, mais aussi de représentation.
Au demeurant, l'importance de la FEN lui confère non seulement un rôle de trait d'union entre les fédérations de fonctionnaires, mais également, à l'occasion, entre les centrales syndicales : la FEN, dans cette période, conduit régulièrement des actions avec la CGT et la CFDT, mais garde de bonnes relations avec Force ouvrière.

#### Le projet d'École de l'éducation permanente
Depuis les années cinquante, le curseur avait bougé, au-delà de l'école primaire et du collège, avec notamment la croissance rapide des formations longues dans le second degré, la forte croissance de l'Université et, depuis les accords de juillet 1970 et la loi de 1971, la nécessité du développement de la formation professionnelle continue. Certes, depuis la Libération, la référence « progressiste » était le plan Langevin-Wallon, mais il était devenu une référence emblématique utilisée par des courants aux orientations contradictoires. La loi Haby de 1975 avait montré la nécessité d'élaboration un projet nouveau, prenant en compte la volonté de démocratisation qui était celle de la commission Langevin-Wallon, mais adaptée à son temps. De là est né le projet d' École de l'éducation permanente dont les prémices remontent à 1973 et l'élaboration de 1976 à 1981. Le maître d'œuvre en est Albert Guillot responsable du secteur éducation-formation
Intégrant le projet d' École fondamentale du SNI (qui correspond mutatis mutandis à l'actuel Socle commun de connaissances et de compétences), il prévoit ensuite un « cycle de détermination » permettant soit d'obtenir une formation professionnelle ou technologique débouchant sur l'emploi, soit, à partir du baccalauréat, d'entamer des études supérieures. Surtout, il intègre la notion d' éducation permanente dans une vision qu'on pourrait aujourd'hui qualifier d'anticipatrice et d'émancipatrice.
En matière éducative, la FEN s'oppose ainsi fortement au projet Haby, mais, soucieuse de formation et d'insertion professionnelle, est capable de conclure les accords FEN-Beullac (également négociés avec le patronat : CNPF, CGPME) sur les premières « séquences éducatives en entreprise » qui ont ouvert la voie au futur baccalauréat professionnel créé en 1985.

#### L'affiliation internationale au SPIE
C'est pendant le mandat d'André Henry que la FEN adhère au Secrétariat professionnel international de l'enseignement (SPIE) rattaché à la Confédération internationale des syndicats libres. Traditionnellement, les affiliations étaient le fait des syndicats nationaux enseignants. Cette assise internationale s'expliquait d'autant plus que la FEN avait toujours joué un rôle actif en matière de libertés et droits syndicaux au niveau international.

#### Centre fédéral
C'est pendant le mandat d'André Henry qu'est créé le Centre fédéral de formation. La reconnaissance de la FEN lui avait permis de bénéficier, à l'instar des centrales syndicales, de crédits pour financer la formation militante. Ce centre de formation militante fut animé de 1976 à 1981 par Claude Vieira. Ses activités seront ultérieurement intégrées au Centre fédéral de recherches, d'histoire sociales, de formation et de documentation qui correspond à l'actuel Centre Henri-Aigueperse/UNSA Éducation.

## Le ministre du Temps libre
André Henry adhère au parti socialiste en décembre 1974, le lendemain de son élection au secrétariat général de la FEN. Conformément à la règle syndicale, il n'exerce aucune responsabilité politique même si, en raison de ses fonctions et dans leur cadre, il rencontre régulièrement François Mitterrand ou les responsables du parti socialiste comme ceux d'autres formations.
François Mitterrand le nomme en mai 1981 ministre du Temps libre dans le Gouvernement Pierre Mauroy. Il cesse d'exercer son mandat syndical et, après un bref intérim assuré par le secrétaire général du SNI-PEGC Guy Georges, c’est Jacques Pommatau qui est élu pour le remplacer.
Ministre du Temps libre, André Henry est assisté par deux ministres délégués Edwige Avice (Jeunesse et Sports) et François Abadie (tourisme). André Henry met en place le Chèque-vacances par ordonnance en mars 1982 et installe son conseil d'administration par décret en septembre de la même année. Le chèque vacances comptait, en 2010, 3,4 millions de bénéficiaires (7,5 millions de personnes avec leurs familles) auxquels s'ajoutaient 175 000 personnes en difficulté. Il a également créé le Conseil national de la vie associative. En revanche, il ne parvient pas à faire voter une loi sur la reconnaissance d'utilité sociale pour les associations.
Non issu du milieu politique, il affirme volontiers avoir été « un instituteur, un militant syndicaliste, devenu ministre par le hasard de l'histoire ».
Membre des gouvernements Mauroy I et Mauroy II du 21 mai 1981 au 22 mars 1983, il évoque cette période dans Le Ministre qui voulait changer la vie.

## Après 1983
En 1983-1984, il est, pendant quelques mois, conseiller municipal minoritaire d'Épinal, la liste où il figurait en troisième position ayant été battue par celle de Philippe Séguin.
Cessant d'être ministre, André Henry devient délégué général à l'économie sociale puis, en 1984, président de la Caisse nationale de l'énergie jusqu'en 1988. Lionel Jospin, alors ministre de l'Éducation nationale, le charge en janvier 1989 d'une mission sur les relations parents-enseignants. En juillet de la même année, il est nommé inspecteur général de l'administration de l'Éducation nationale jusqu'à sa retraite administrative qu'il prend « à l'âge syndical » en janvier 1995.
Il se consacre alors à ses responsabilités au sein de la Mission laïque française (dont il est vice-président depuis 1990) et à l'ALEFPA. Vice-président de l'ALEFPA en 1997, il en devient président de 2001 à 2006 et y assume la lourde tâche de mener à bien son redressement administratif et financier avant d'en devenir président d'honneur.

## Appartenance philosophique
Membre du Grand Orient de France, André Henry fut initié à la Fraternité vosgienne en 1963. Il fut membre de la loge Europe maçonnique à Paris, puis de la loge Condorcet 89 à Créteil, dont il fut pendant quatre ans le vénérable.

## Œuvres
- Dame l'école aux Éditions Ramsey (1975)
- Serviteurs d'idéal aux Éditions Instant (1987)
- Conquérir l'avenir aux Éditions CIEM (1992)
- Le ministre qui voulait changer la vie aux éditions Corsaire (1996)

## Distinctions
- Chevalier de la Légion d'honneur (1986)
- Commandeur de l'ordre national du Mérite (1984)
- Chevalier de l'ordre des Palmes académiques (1989)

### Vidéographie
- 1975 Débat avec René Haby
- Entretiens avec André Henry sur le ministère du Temps libre (FR3, série de vidéos courtes)